# Teatro dell'Opera Giocosa
Le Teatro dell'Opera Giocosa est une compagnie lyrique née à Gênes en 1956 comme Centre culturel expérimental lyrique symphonique. 

## Histoire
En 1975, le Théâtre de l'Opera Giocosa devient un établissement public, prend le nom d'Opera Giocosa en 1979  et à partir de 1986, il se lie à la ville de Savone. Les productions se tiennent au Théâtre communal G. Chiabrera mais sont également jouées dans toute la Ligurie ce qui lui permet d'obtenir le titre d'Institution culturelle d'intérêt régional en 1996. Le 26 novembre 2003, il est reconnu comme « Théâtre de tradition », reconnaissance destinée aux théâtres qui ont démontré d'avoir donné une impulsion particulière aux traditions artistiques et musicales locales (moins de 20 théâtres en Italie ont eu droit à cette reconnaissance). Pendant l'été 2004, une saison s'est déroulée dans la Forteresse du Priamàr.